# 短柄扁担杆
短柄扁担杆（学名：Grewia brachypoda）是锦葵科扁担杆属的植物，是中国的特有植物。分布在中国大陆的四川、云南等地，生长于海拔700米至1,400米的地区，多生长于河谷草坡或路边，目前尚未由人工引种栽培。